# Ron Steele
Ron Eston Steele (ur. 19 sierpnia 1953 w Leavenworth) – amerykański skoczek narciarski. Olimpijczyk (1972), uczestnik mistrzostw świata w narciarstwie klasycznym (1974) oraz w lotach narciarskich (1972 i 1975), medalista mistrzostw kraju.

## Przebieg kariery
W 1971 został mistrzem Stanów Zjednoczonych juniorów. W latach 1974–1978 był członkiem reprezentacji Uniwersytetu Utah, z którą odnosił sukcesy w rywalizacji akademickiej. W 1977 został mistrzem NCAA, trzykrotnie był wybierany do składu All-America tych zmagań. Na macierzystej uczelni dwukrotnie otrzymał wyróżnienie „Alf Engen Sportsmanship Award” za sportowe postępowanie (1975 i 1976), a raz „David Novelle Memorial Outstanding Skier Award” przyznawane dla najlepszego narciarza na Uniwersytecie Utah (1978). W 1974 zwyciężył w rozgrywanych w Leavenworth mistrzostwach Stanów Zjednoczonych w skokach narciarskich.
W latach 1972–1977 był członkiem reprezentacji Stanów Zjednoczonych. W tym czasie brał udział w prestiżowych zawodach międzynarodowych, startując m.in. w Igrzyskach Narciarskich w Lahti, Tygodniu Lotów Narciarskich, Memoriale Bronisława Czecha i Heleny Marusarzówny, Turnieju Szwajcarskim czy Konkursie Bożonarodzeniowym w Sankt Moritz. Pięciokrotnie startował w Turnieju Czterech Skoczni, jednak nie odniósł w tej imprezie większych sukcesów – w pojedynczych konkursach plasował się najwyżej w trzeciej dziesiątce, a w klasyfikacji generalnej nie zdołał ani razu zająć miejsca w czołowej „30”. W marcu 1974 zajął dziewiątą lokatę w Igrzyskach Narciarskich w Lahti. Wcześniej, bo w lutym tego samego roku, osiągnął największy sukces międzynarodowy w karierze, zwyciężając w Tygodniu Lotów Narciarskich w Ironwood – podczas trzeciego, ostatniego dnia rywalizacji oddał skok na odległość 139 metrów, co jest jego rekordem życiowym. Rok później Tydzień Lotów Narciarskich w Ironwood zakończył na piątym miejscu.
Steele brał udział w najważniejszych imprezach międzynarodowych rangi mistrzowskiej. W 1972 wystąpił na zimowych igrzyskach olimpijskich w Sapporo, zajmując 41. miejsce na skoczni normalnej i 25. na obiekcie dużym. W lutym 1974 w Falun wystartował w mistrzostwach świata, plasując się na 46. pozycji w konkursie na skoczni normalnej i na 40. na większym obiekcie. Ponadto dwukrotnie brał udział w mistrzostwach świata w lotach narciarskich – w 1972 w Planicy był 35., a trzy lata później w Bad Mitterndorf zajął 34. lokatę.
W trakcie studiów pracował w lokalnym sklepie ze sprzętem narciarskim, a po zakończeniu kariery związał się zawodowo z firmą Rossignol, w której został zatrudniony w 1978 i w której następnie pracował przez 40 lat. W sierpniu 2012 został prezesem Group Rossignol North America, odpowiedzialnej za działalność Rossignola w całej Ameryce Północnej. Funkcję tę pełnił do lipca 2017, a 1 sierpnia 2018 odszedł na emeryturę.
Jest jedynym skoczkiem narciarskim z Leavenworth, który wystąpił w zimowych igrzyskach olimpijskich i uznawany jest za najlepszego i najbardziej znanego skoczka pochodzącego z tej miejscowości. W 2008 został włączony do „Galerii Sław Amerykańskich Skoków Narciarskich” (ang. The American Ski Jumping Hall of Fame), a w 2016 do „Narciarskiej Galerii Sław Intermountain” (ang. Intermountain Ski Hall of Fame).

## Osiągnięcia

### Zimowe igrzyska olimpijskie

#### Indywidualnie
| 1972 Sapporo | – | 41. miejsce (skocznia normalna), 25. miejsce (skocznia duża) |

### Mistrzostwa świata

#### Indywidualnie
| 1974 Falun | – | 46. miejsce (skocznia normalna), 40. miejsce (skocznia duża) |

### Mistrzostwa świata w lotach narciarskich

#### Indywidualnie
| 1972 Planica         | – | 35. miejsce |
| 1975 Bad Mitterndorf | – | 34. miejsce |